# سعيد بن بطي آل مكتوم
سعيد بن بطي آل مكتوم، كان الحاكم الثالث لدبي، تولى الحكم خلفا لمكتوم بن بطي بن سهيل عند وفاته عام 1852. كان أحد الموقعين على المعاهدة التاريخية مع البريطانيين (الهدنة البحرية الدائمة عام 1853).

## حياته
انتخب أعيان دبي الشيخ سعيد بن بطي آل مكتوم سنة 1852 بعد وفاة أخيه مكتوم بن بطي آل مكتوم. عارضه إبنا أخيه حشر بن مكتوم آل مكتوم وسهيل بمساعدة زعيم آل أبي مهير الشيخ يوسف بن مهنا. فبينما سافر الشيخ سعيد إلى مسقط، ثار إبنا أخيه في غيابه، واستوليا على الإمارة، وأسرا صهره ونائبه الشيخ سعيد بن راشد. عاد الشيخ راشد واسترجع الإمارة، فهرب الثوار ولجؤوا إلى الشيخ سلطان بن صقر القاسمي الذي كان يتعاطف معهم.

## المعاهدات مع بريطانيا
في سنة 1852، وقع شيوخ الإمارات معاهدة الهدنة الدائمة مع بريطانيا.
في سنة 1853، وقع شيوخ الإمارات معاهدة السلم الدائم في عام 1853.

## نصرة الشيخ زايد بن خليفة اّل نهيان
في سنة 1854، كان الشيخ زايد بن خليفة آل نهيان، شيخ أبوظبي، في زيارة لعمان بعد أن تمكن الشيخ سعيد بن طحنون آل نهيان من اللإستيلاء على أبوظبي. عندما تبلغت دبي ذلك الأمر، كان الشيخ سعيد مريضاً، وكان قد ترك اخاه الشيخ حشر بن مكتوم آل مكتوم ليدير شؤون الإمارة. فأرسل الشيخ حشر مفارز ودرويات على طريق عودة الشيخ زايد بن خليفة، وعثرت إحدى الدوريات على الشيخ زايد بن خليفة آل نهيان عائدا من مسقط، وأخبرته بالحدث وطلبت منه التوقف حتى تأتيه الامدادات. وفي اليوم التالي، وصلت قوات دبي بقيادة حشر بن مكتوم آل مكتوم، وهزمت قوات الشيخ سعيد بن طحنون آل نهيان الذي انتحر، واستعاد الشيخ زايد بن خليفة إمارته.

## وفاته
في سنة 1859، اجتاح الجدري منطقة عمان، وأصيب به الشيخ سعيد، وتوفي بذلك المرض.